# Rabina (Republika Serbska)
Rabina (cyr. Рабина) – wieś w Bośni i Hercegowinie, w Republice Serbskiej, w gminie Nevesinje. W 2013 roku liczyła 23 mieszkańców.